# 甬剧
甬剧，中国戏曲剧种之一，流行于宁波地区。舞台语言采用宁波方言。

## 音乐
甬剧曲调包含基本调、四明南詞、快二簧、慢二簧等。

## 剧目
甬剧剧目有《田螺姑娘》《两兄弟》《王鲲》《亮眼哥》《典妻》等。

## 团体
目前甬剧专业表演团体仅有宁波市甬剧团。